# Predrag Danilović
Predrag Danilović, detto Saša (in serbo Предраг "Саша" Даниловић?; Sarajevo, 26 febbraio 1970), è un ex cestista e dirigente sportivo serbo.

## Carriera

### Giocatore
Guardia tiratrice pura, inizia a mettersi in luce con la maglia del Partizan Belgrado, in cui ha esordito nel 1989 lasciando tre stagioni più tardi, nell'estate 1992, poco dopo aver vinto l'Eurolega, la massima competizione europea per club.
Approda in Italia, ingaggiato dalla Virtus Bologna, squadra in cui è esploso e ha passato il periodo più lungo della carriera, seppur in due tempi. Nel primo, conquista tre scudetti in tre anni (1993, 1994 e 1995); nel secondo, riconquista immediatamente lo scudetto (1998) e regala alla Virtus la sua prima Eurolega e una Coppa Italia. Nel secondo periodo bolognese, un suo gesto tecnico segnò la finale scudetto del 1998, uno dei momenti storici del basket italiano. Nella gara decisiva contro la rivale cittadina, la Fortitudo Bologna, Danilović realizzò, a 18 secondi dalla fine della gara, un tiro da tre subendo il fallo di Dominique Wilkins, realizzando poi il tiro libero aggiuntivo. La Virtus era in svantaggio di 4 punti e con quella giocata impattò la gara, raggiungendo il tempo supplementare, nel quale Danilović realizzò le giocate decisive che portarono al titolo.
In mezzo c'è la parentesi americana. La NBA lo aveva infatti scelto nel 1992, come 43º giocatore, chiamato dai Golden State Warriors. I diritti su di lui vennero poi ceduti, nell'ambito della trade per Rony Seikaly, ai Miami Heat, che nell'estate del 1995 lo convinsero a lasciare Bologna e provare l'avventura nella Lega più importante del mondo. Nelle sue due stagioni negli Stati Uniti ha giocato 75 partite, tenendo una media di 12,8 punti con il 38% da tre punti. Ceduto dai Miami Heat ai Dallas Mavericks durante la stagione 1996-97 (media Dallas Mavericks: 16,6 punti), di lui si ricordano due prestazioni in particolare, entrambe con la maglia rossonera: i 30 punti segnati ai Phoenix Suns il 9 dicembre del 1995 e il 7/7 da tre realizzato contro i New York Knicks al Madison Square Garden il 3 dicembre del 1996.
Si è ritirato dalla carriera agonistica alla vigilia della stagione 2000-01, poco dopo le Olimpiadi di Sydney 2000. Verrà ricordato per il suo carisma, senso di autorità e allo stesso tempo umiltà e spirito di squadra, nonché per la freddezza nei momenti più caldi, oltre che il rispetto, se meritato, per l'avversario. È stato solito ripetere che non aveva bisogno di parlare e fare commenti, perché per lui statistiche e palmarès erano già eloquenti.
Dotato di un tiro micidiale da qualsiasi posizione, tanto dagli otto metri come in uscita dai blocchi, in arresto e tiro, ha cambiato lo stile di gioco durante la sua carriera adattandolo alle sue esigenze fisiche. In una prima fase, egli è caratterizzato dal giocare dei contropiedi che terminavano molto spesso con schiacciate vincenti; la seconda fase è quella relativa al periodo negli States, dove era un puro specialista. Infine si può individuare la terza fase in cui, intelligentemente, tendeva a risparmiare energie per colpire solo nei momenti decisivi dei match. Ha vinto praticamente tutto a livello di club e nazionale ed è riuscito ad aggiudicarsi anche importanti riconoscimenti personali come il trofeo "Mister Europa" e l'Mvp di Eurolega.

### Dopo il ritiro
Dopo il ritiro dall'attività agonistica, Danilović è diventato prima vicepresidente e poi presidente del Partizan Belgrado; carica che mantiene fino al 2015. Il 18 maggio 2013 è stato accoltellato in un ristorante di Belgrado a seguito di una lite. È stato trasportato in gravi condizioni in ospedale e operato d'urgenza Il 2 marzo 2014 la Virtus Bologna ha ritirato la sua maglia numero 5. Il 15 dicembre 2016 Danilović è diventato Presidente della Federazione di pallacanestro della Serbia (KSS).
Ha tre figli: la tennista professionista Olga, Sonja e Vuk.

## Statistiche

### NBA

#### Regular Season
| Anno      | Squadra          | PG | PT | MP   | TC%  | 3P%  | TL%  | RP  | AP  | PRP | SP  | PP   |
| --------- | ---------------- | -- | -- | ---- | ---- | ---- | ---- | --- | --- | --- | --- | ---- |
| 1995-1996 | Miami Heat       | 19 | 18 | 28,5 | 45,1 | 43,6 | 76,4 | 2,4 | 2,5 | 0,8 | 0,2 | 13,4 |
| 1996-1997 | Miami Heat       | 43 | 33 | 31,4 | 44,2 | 35,8 | 77,7 | 2,4 | 1,8 | 0,9 | 0,2 | 11,3 |
| 1996-1997 | Dallas Mavericks | 13 | 9  | 33,7 | 42,0 | 36,7 | 84,2 | 2,6 | 1,9 | 1,2 | 0,1 | 16,6 |
| Carriera  | Carriera         | 75 | 60 | 31,1 | 43,9 | 37,9 | 78,9 | 2,4 | 2,0 | 0,9 | 0,2 | 12,8 |

#### Playoffs
| Anno     | Squadra    | PG | PT | MP   | TC%  | 3P%  | TL% | RP  | AP  | PRP | SP  | PP  |
| -------- | ---------- | -- | -- | ---- | ---- | ---- | --- | --- | --- | --- | --- | --- |
| 1996     | Miami Heat | 3  | 0  | 20,0 | 50,0 | 40,0 | 100 | 0,3 | 1,3 | 0,3 | 0,0 | 8,3 |
| Carriera | Carriera   | 3  | 0  | 20,0 | 50,0 | 40,0 | 100 | 0,3 | 1,3 | 0,3 | 0,0 | 8,3 |

## Palmarès

### Club

#### Trofei nazionali
- YUBA liga: 1

Partizan Belgrado: 1991-92
- Coppa di Jugoslavia: 2

Partizan Belgrado: 1989, 1992
- Campionato italiano: 4

Virtus Bologna: 1992-93, 1993-94, 1994-95, 1997-98
- Coppa Italia: 1

Virtus Bologna: 1999

#### Trofei internazionali
- Coppa dei Campioni: 2

Partizan Belgrado: 1991-92
Virtus Bologna: 1997-98
- Coppa Korać: 1

Partizan Belgrado: 1988-89

### Nazionale
- Olimpiadi:

 Atlanta 1996
- Europei:

 Jugoslavia 1989, Italia 1991, Grecia 1995, Barcellona 1997

### Individuale
- Euroleague Final Four MVP: 1

Partizan: 1991-1992
- Miglior giocatore europeo nel 1995 secondo il magazine FIBA Basketball
- Mr. Europa 1998
- MVP Serie A: 1

Virtus Bologna: 1998